# Love Is Only Feeling
Love Is Only Feeling è il sedicesimo album in studio del cantautore scozzese Donovan, pubblicato nel 1981.

## Tracce
Lato A
1. Lady of the Flowers – 3:10
2. Lover O Lover – 3:53
3. The Actor – 4:05
4. Half Moon Bay – 3:55
5. The Hills of Tuscany – 4:08

Lato B
1. Lay Down Lassie – 4:15
2. She – 4:01
3. Johnny Tuff – 4:58
4. Love Is Only Feeling – 3:04
5. Marjorie Margerine – 4:01